# Хагсфельд
Ха́гсфельд (нем. Hagsfeld) — район города Карлсруэ. Расположен на северо-восточной окраине города, рядом с городскими районами Грётцинген на востоке, Дурлах и Ринтхайм на юге, и Вальдштадт на западе.

## История
В 991 году Hagsfeld впервые упоминается под названием «Habachesfelt». Благодаря этому упоминанию известна история, про однажды сооружённую новую общину на поле полном «Habachen» (вероятно, деревья).
2 декабря 1261 года папой Урбаном IV подтверждается существование «Hagesvelt» со всеми его дворами и Гётезауерским монастырём. Маркграф Якоб в 1453 году завещал Хагсфельд своему сыну Йозефу. Церковь Св. Лаврентия в 1499 году также упоминается как собственность Гёттерзауерского монастыря.
Во время Тридцатилетней войны было много жертв, поэтому Хагсфельд по-прежнему насчитывал 45 жителей в 1650 году. В 1851 году Хагсфельд уже включал в себя 110 домов, в которых проживало в общей сложности 908 жителей.
Добровольная пожарная команда Хагсфельда была основана в 1874 году. В 1895 году был построен первый вокзал. В 1909 году появилась первая газовая линия. Население Хагсфельда увеличилось к 1911 году до 2000 жителей.
С приходом к власти национал-социалистов Ассоциация гимнастики и Рабочая спортивная ассоциация запрещаются в 1933 году. 1 апреля 1938 года община Хагсфельда, насчитывающая в ту пору 2962 жителей была присоединена к общине города Карлсруэ. 24-25 апреля 1944 года британские самолеты по ошибке сбросили в том числе и на Хагсфельд бомбы, предназначенные для бомбардировки станции Карлсруэ. Хагсфельд был почти полностью разрушен.